# Oda Alstrup
Oda Alstrup (Copenaghen, 31 gennaio 1888 – 17 agosto 1964) è stata un'attrice danese che lavorò nel cinema all'epoca del muto.
Era sorella dell'attore Carl Alstrup.

## Filmografia
- Røverens Brud, regia di Viggo Larsen - cortometraggio (1907)
- Den glade Enke, regia di Viggo Larsen - cortometraggio (1907)
- Fyrtøjet, regia di Viggo Larsen - cortometraggio (1907)
- Kameliadamen, regia di Viggo Larsen - cortometraggio (1907)
- Æren tabt alt tabt, regia di Viggo Larsen - cortometraggio (1907)
- Haanden - cortometraggio (1907)

- Trilby, regia di Viggo Larsen - cortometraggio (1908)
- La Tosca, regia di Viggo Larsen - cortometraggio (1908)
- L'invenzione fatale (Den Skæbnesvangre opfindelse), regia di August Blom - cortometraggio (1910)
- Kunstens Tornevej - cortometraggio (1916)